# Mujeres al límite
Mujeres al límite es una serie de televisión colombiana producida por Colombiana de Televisión para Caracol Televisión. Es un programa unitario que presenta casos ficticios donde las protagonistas son, precisamente, las mujeres y es presentado por Mónica Rodríguez.
También fue emitida en Estados Unidos por la cadena Telemundo. Allí la presentadora era Sonya Smith, aunque se mantenían las historias originales hechas por Caracol TV.

## Sinopsis
Es un programa inspirado principalmente en las mujeres de clase alta. Es un espacio en el que convergen desde relatos de amor y de despecho, hasta conflictos individuales y familiares. El aborto, el suicidio, la bulimia, los problemas de adicción, el amor y el desamor son algunos de los temas que llamaban la atención de los televidentes en esta serie. La materia prima del programa eran las vivencias de todas esas mujeres acaudaladas y de éxito que deben enfrentar dilemas morales y situaciones límites que las llevan a callejones sin salida, esa es la esencia de 'Mujeres al límite'.

## Producción
El programa fue conducido por Mónica Rodríguez, encargada de llevar los hilos de las historia y leer pequeñas reflexiones acerca de las situaciones expuestas.
Al finalizar la primera Serie se agregaron al título inicial las palabras "Al Extremo", con la idea de reflejar la conducta y conflictos de la mujer al borde de las situaciones máximas que podía resistir en la vida.
Fue sacado del aire en el mes de marzo de 2016, sin embargo, regresó al aire el 24 de octubre en un nuevo horario, de lunes a viernes, después de Día a Día, pero fue poco lo que se emitió y en su fugaz paso solo estuvo al aire alrededor de 15 capítulos, su última y definitiva emisión fue a los primeros días del mes de noviembre de 2016.